# Aichmofobie
Aichmofobie is een stoornis die er uit bestaat angst te hebben voor scherpe, puntige voorwerpen. uit angst zich daaraan te verwonden. Het woord is samengesteld uit twee Griekse woorden, nl. αἰχμή aichmé, lanspunt/speerpunt en φόβος phóbos, angst/vrees.
Zoals elke fobie is deze angst grotendeels irrationeel. Er zijn hier evenwel gradaties. Sommige mensen hebben een overdreven angst om zich aan deze scherpe objecten te kwetsen, terwijl bij anderen de angst reeds optreedt als men met een puntig voorwerp naar hen wijst, zelfs op een afstand waar kwetsuur uitgesloten is. In ernstige gevallen kan een fobisch reactie volgen op slechts een aanraking met een vinger of het wijzen met een vinger.